# Американізація

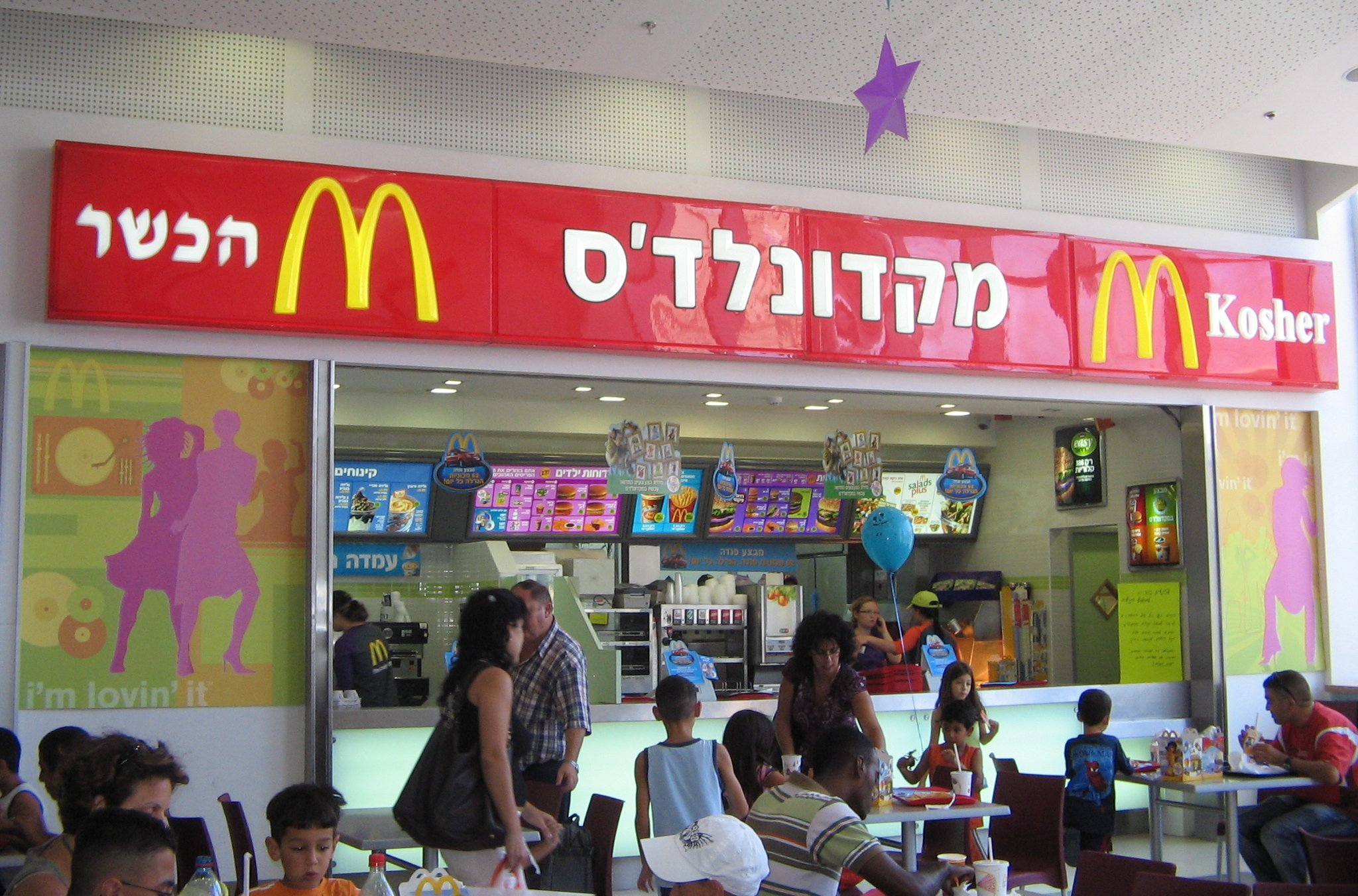
Кошерний McDonald's в Ашкелоні, Ізраїль.

Американізація — вплив США на поп-культуру, бізнес-моделі, мову і політику інших країн. Термін був винайдений в 1907 році і спочатку відносився до зростання популярності американського способу життя в Канаді. У самих США термін застосовується до процесу асиміляції іммігрантів, в той час як за межами США термін використовується найчастіше в негативному контексті, порівнюючи його з втратою традиційної культури та звичаїв.

## Американський бізнес і бренди
7 з 10 найпопулярніших світових брендів знаходяться в США. Деякі з них будучи символами американської культури, часто стають символом американізації, як наприклад Кока-Кола. Також часто з американізацією пов'язують культуру фастфуду і, особливо, мережа закладів McDonald's (за словами деяких журналістів — «Макдональдс є скрізь, куди б ви не пішли»), а також провідні компанії в галузі IT-технологій — Microsoft, Apple Inc. і IBM.

## Медіа і популярна культура

### Кіно і телебачення
Голлівуд і американська кіно-і ТБ-індустрія — головні джерела, з яких люди, що живуть за межами США дізнаються про американську культуру та звичаї. Відповідно до дослідження в 2000-тих, що проводяться Radio Times — Сімпсони, Відчайдушні домогосподарки і «Загублені» є провідними за популярністю програмами, в більш ніж 20 країнах світу. Американські фільми також популярні в усьому світі, 20 всіх найкасовіших фільмів в історії зняті в США, в тому числі Аватар і Віднесені вітром.

### Музика
Американська музика широко популярна за межами США. Такі виконавці як Елвіс Преслі та Майкл Джексон визнані у всьому світі, і твори їх творчості навіть після їхньої смерті продаються величезними тиражами. Альбом Майкла Джексона — Thriller проданий більш 100 мільйонів дисків і є найбільш продаваним альбомом в історії. Крім цього жанри американської музики взагалі, мають величезну популярність і навіть утворюють власні регіональні сцени (або фактично підштовхують до цього), як наприклад російський рок та японський рок.

### Імідж та молодіжні тенденції
Широко також вплив американських молодіжних традицій, в тому числі стилю одягу або молодіжних субкультур. Наприклад, в Японії захоплення хіп-хопом привело до появи субкультури гяру проводять багато часу в соляріях і фарбувальних волосся, щоб бути схожих на афроамериканців, а популярність у всьому світі глем-металу внесло великий внесок у формування visual kei.

## В історичному порівнянні
В історії людства перейняття цінностей, мови та культури провідної держави зустрічалися нерідко. Схоже розвиток зустрічалося:
- в епоху еллінізму: еллінізація
- в епоху Римської імперії: романізація,
- культурні запозичення від Франції в XVIII та XIX століттях: галлізація
- запозичення суспільних норм СРСР в країнах соціалістичного блоку: радянізація